# Mont Chiran
Il Mont Chiran (detto anche più semplicemente Le Chiran - 1.905 m s.l.m.) è una montagna delle Prealpi di Digne nelle Alpi e Prealpi di Provenza. Si trova nel dipartimento francese delle Alpi dell'Alta Provenza.

## L'osservatorio

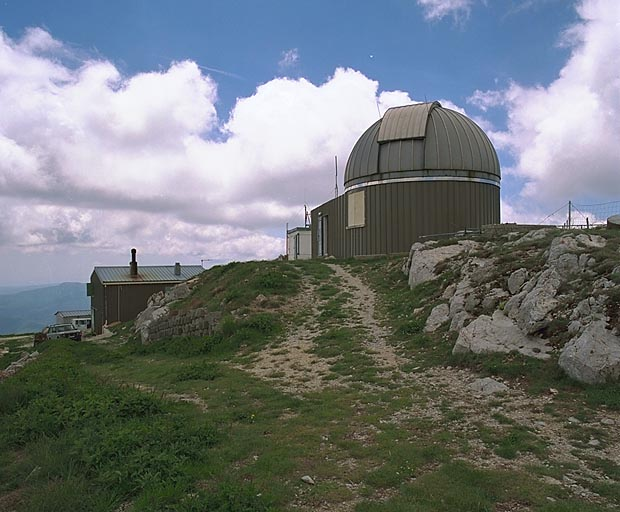
L'observatoire

Sulla cima del monte Chiran si trova un osservatorio astronomico; il luogo è particolarmente adatto a questo tipo di struttura perché l'aria è poco inquinata e nella zona circostante, scarsamente abitata, non c'è molta illuminazione artificiale.. L'osservatorio è stato costruito nel 1974 dal CNRS ed utilizzato fino al 1986. Dopo un periodo di abbandono è stato rimesso in funzione dall'ABCDE (Association blieuxoise pour la coopération, le développement et l'éducation), grazie ad un finanziamento europeo LEADER II.